# Selenops aequalis
Selenops aequalis là một loài nhện trong họ Selenopidae.
Loài này thuộc chi Selenops. Selenops aequalis được miêu tả năm 1935 bởi Franganillo.